# Flughafen Athen-Eleftherios Venizelos

i7
i11
i13
Der Flughafen Athen-Eleftherios Venizelos (griechisch Διεθνής Αερολιμένας Αθηνών Ελευθέριος Βενιζέλος Diethnis Aerolimenas Athinon Eleftherios Venizelos, (IATA-Code: ATH, ICAO-Code: LGAV)) ist der internationale Verkehrsflughafen der griechischen Hauptstadt Athen. Er ist der größte und wichtigste Flughafen des Landes und wurde nach dem ehemaligen griechischen Ministerpräsidenten Eleftherios Venizelos (1864–1936) benannt, der sich für die Luftfahrt in Griechenland eingesetzt hatte. Außerdem dient er als Drehkreuz von Aegean Airlines.

## Lage und Verkehrsanbindung

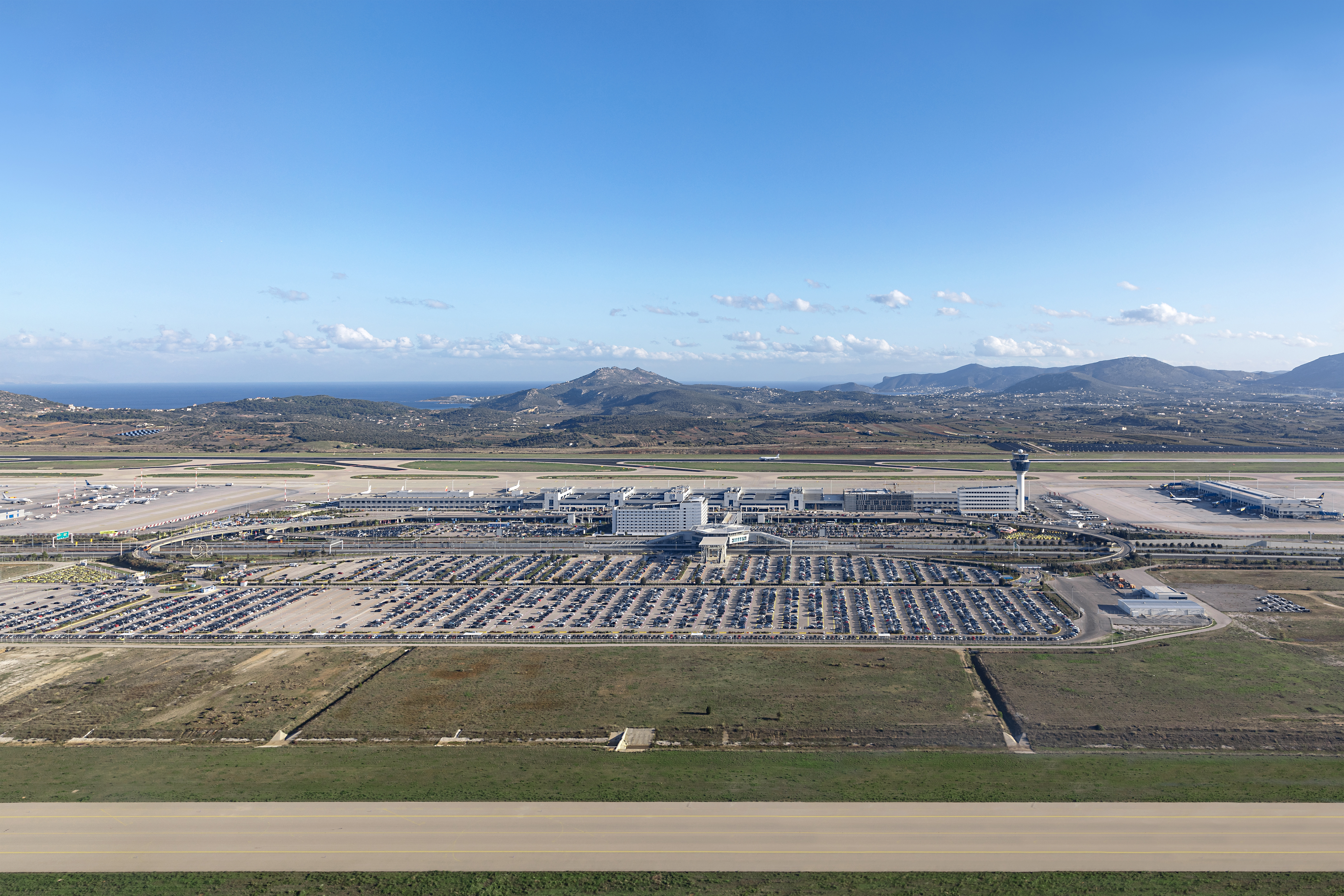
Eleftherios-Venizelos-Flughafen Athen (2019)

Der Flughafen befindet sich im Bereich der Gemeinde Spata, ungefähr 25 Kilometer östlich der Athener Innenstadt.
Die Anbindung an die Bahn erfolgt einerseits mit der Metro Athen, deren Linie 3 im Osten die Endhaltestelle Airport hat und die Bahnhöfe Syntagma und Monastiraki in der Athener Innenstadt sowie den Hafen von Piräus bedient; andererseits die Vorortbahn Proastiakos der griechischen nationalen Bahngesellschaft OSE, die ebenfalls in das Stadtgebiet von Athen führt.
Außerdem gibt es die vier Expressbuslinien X93, X95, X96, X97 und fünf Regionalbuslinien der KTEL.
Die mautpflichtige Umgehungs-Autobahn Attiki Odos (A6) beginnt in der Nähe des Flughafens und ist über eine Zubringerstraße zu erreichen. Des Weiteren gibt es auch eine Straße, die kostenlos benutzt werden kann.

## Geschichte

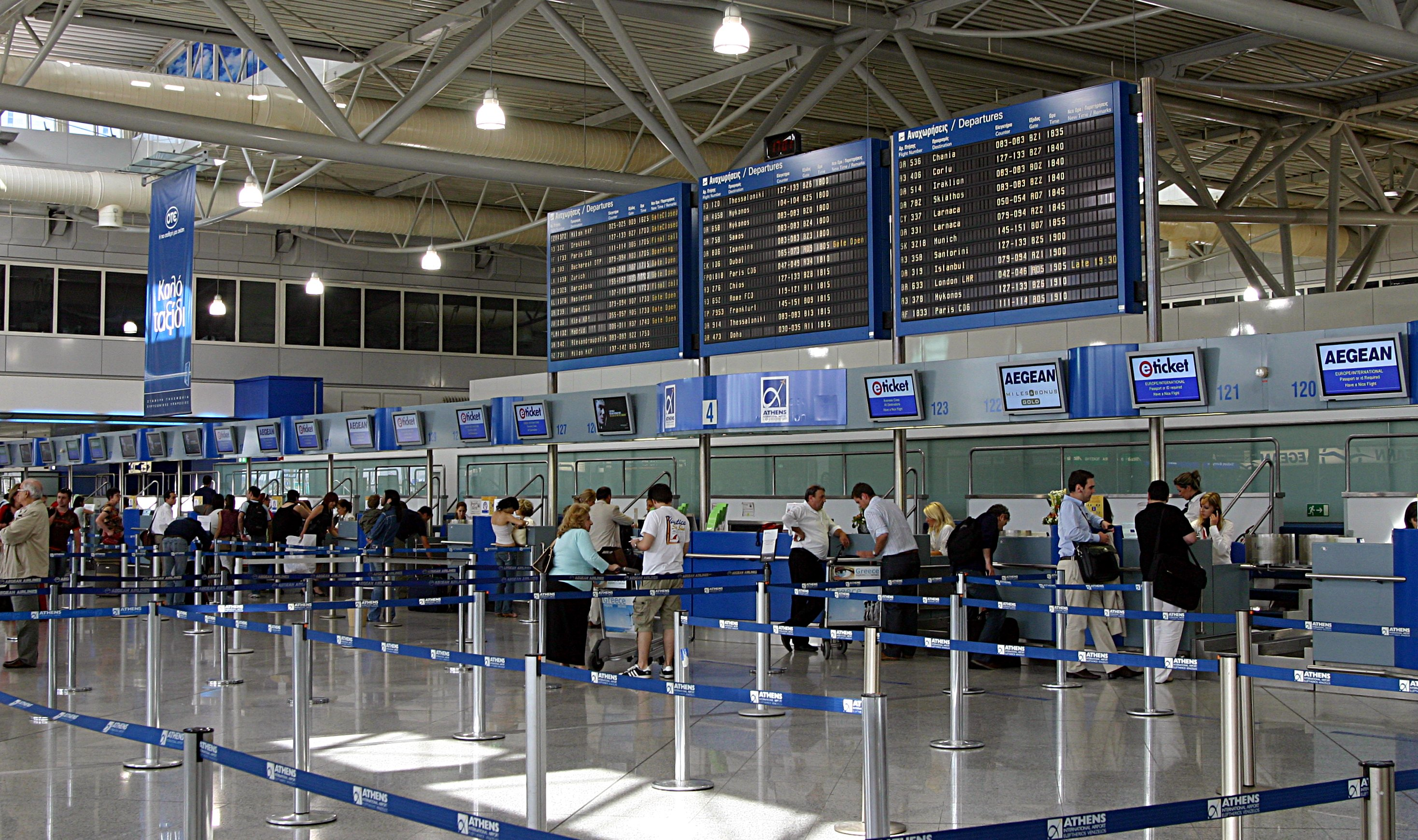
Check-in-Schalter im Terminal

Obwohl noch 1971 die Fertigstellung des zweiten Terminals auf dem alten Flughafen Athen-Ellinikon erfolgte, war bereits abzusehen, dass das bisherige Gelände nicht ausreichen würde. Zur Auswahl standen entweder eine Neulandgewinnung auf dem Meer oder ein neu zu erschließendes Gelände. In diesem Rahmen wurde erstmals die Gemeinde Spata vorgeschlagen. Nach einer Ausschreibung wurde am 31. Juli 1995 der Bau an ein Konsortium unter der Führung der deutschen Hochtief AG in einem Projekt auf der Basis einer öffentlich-privaten Partnerschaft vergeben. Demnach ist Hochtief mit 39,97 % beteiligt.
Es handelte sich bei diesem Bauvorhaben um das größte Infrastruktur-Projekt in der modernen Geschichte Griechenlands sowie um das bisher größte internationale Flughafenprojekt auf der Basis privater Finanzierung überhaupt; der Neubau kostete knapp über 2 Milliarden Euro. Ein deutsches Konsortium unter Leitung des Baukonzerns Hochtief und unter Beteiligung von ABB, Krantz-TKT, J&P und der Frankfurt Flughafen AG (heute Fraport) hat den Flughafen geplant, finanziert und gebaut. Der Tower und das Gebäude der Flugsicherung wurden von J&P geplant und ausgeführt.
Die byzantinische Kapelle St. Peter und Paul  wurde um 350 m verschoben, um Platz für die westliche Landebahn zu schaffen, gleichzeitig konnte unter der Kirche ein archäologisches Grabungsfeld erschlossen werden; archäologische Funde von der Großbaustelle werden in einem kleinen Museum ausgestellt. Außerdem wurden aus Flugsicherheitsgründen rund 4 Millionen Kubikmeter Fels vom Zagani-Hügel abgetragen. Im Außenbereich befindet sich eine Skulptur, es handelt sich um eines der letzten Werke von George Zongolopoulos, weiterhin ein paar Abgüsse antiker Skulpturen.
Die Finanzierung ist als eine Projektfinanzierung ausgelegt, d. h., dass die Sicherheiten für die Kredite nicht auf der Bonität der Eigentümer, sondern auf dem zukünftigen Cashflow des Projekts beruhen. Im Rahmen einer öffentlich-privaten Partnerschaft (ÖPP, auch engl. PPP für Public Private Partnership) wird er mit dem griechischen Staat (45 % private/55 % staatliche Anteilseigner) über die Dauer von 30 Jahren lang (inkl. Bauzeit) rechtlich als Privatgesellschaft betrieben.
2001 wurde der Komplex dem Verkehr übergeben und der alte Flughafen geschlossen.
Im September 2011 eröffnete der griechische Umweltminister Giorgos Papakonstantinou eine zum Flughafen gehörende Photovoltaikanlage mit einer Leistung von 8,05 MW, die ein Drittel des Stromverbrauchs des Flughafens decken soll.
2019 durchbrach der Flughafen erstmals die Hürde von 25 Millionen Passagieren.
Einen weiteren Schritt in Richtung autarker und grüner Stromerzeugung machte der Flughafen im April 2023, als eine weitere Photovoltaikanlage in Betrieb genommen wurde, die 45 % des Stromverbrauchs des Flughafens deckt. Ziel ist es, den Flughafen bis 2025 vollständig mit erneuerbaren Energien zu betreiben.

## Abfertigungsgebäude

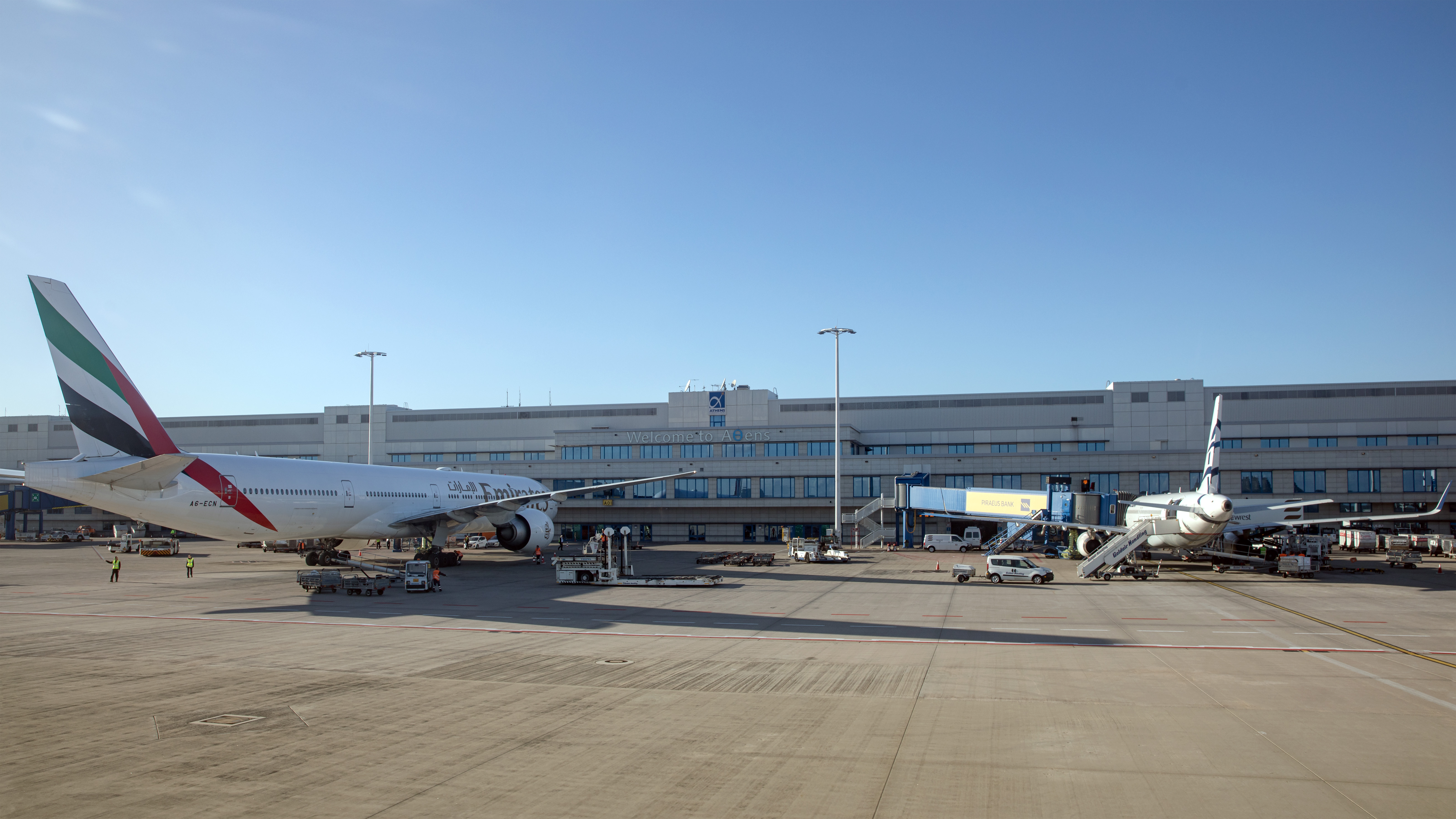
Flughafengebäude (2019)

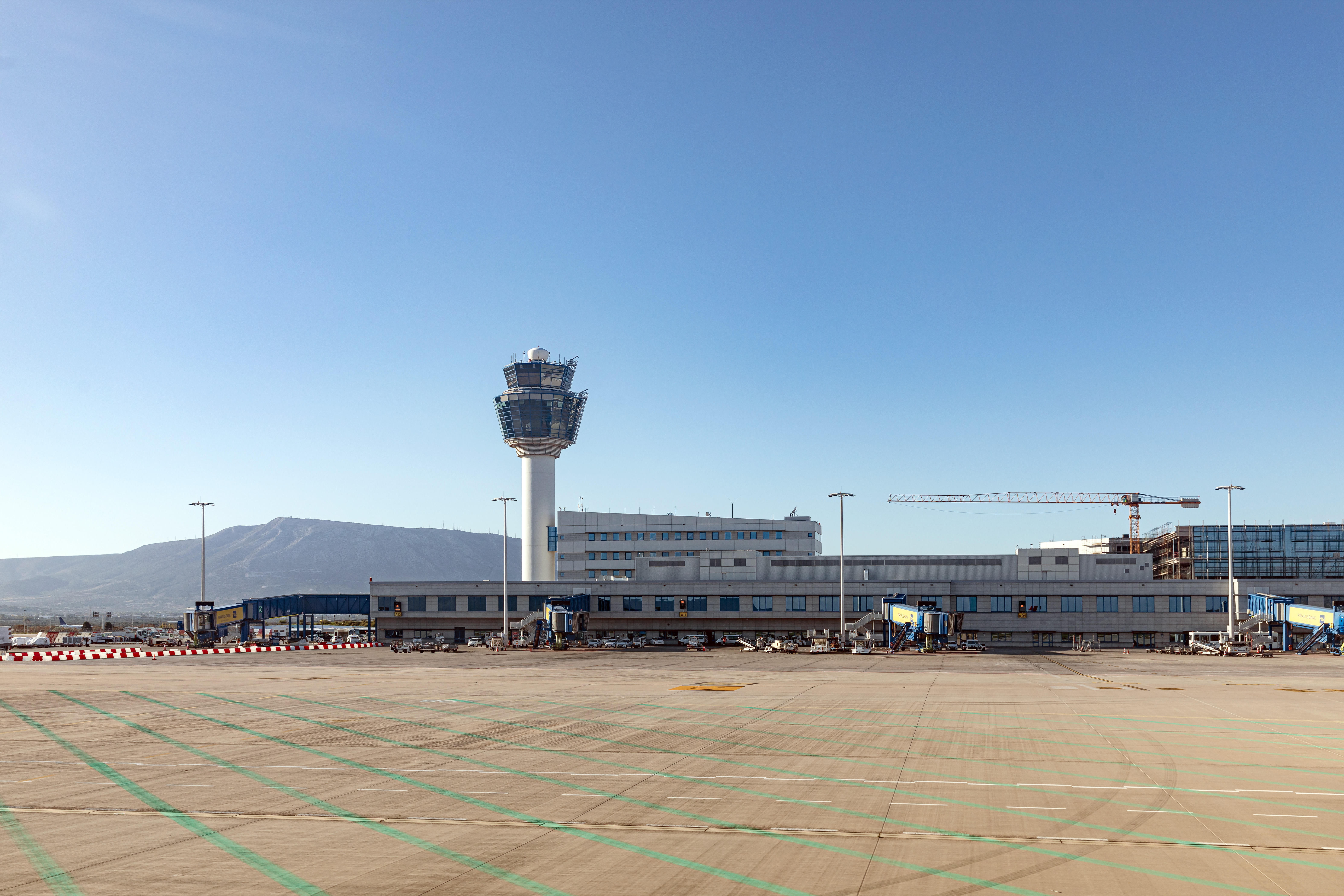
Tower (2019)

Der Flughafen hat eine Gesamtfläche von zirka 1244 Hektar und umfasst ein Haupt- und ein Satellitenterminal zwischen den beiden Start- und Landebahnen mit einer Kapazität von 16 Millionen Passagieren pro Jahr. Auf 7500 Quadratmetern Terminalfläche sind 25 Geschäfte wie Boutiquen, Buch- und Zeitungsläden, Restaurants aller Kategorien sowie fünf Duty-free-Shops untergebracht. Im Obergeschoss gibt es eine Kapelle der griechisch-orthodoxen Kirche sowie einen überkonfessionellen Andachtsraum. Für Reiseveranstalter und deren Reisegruppen bietet der Flughafen spezielle Check-in-Schalter sowie eine separate Parkfläche am Hauptterminal für Touristikbusse. Unmittelbar am Flughafen befindet sich ein Sofitel-Hotel der französischen Accor-Gruppe, auf dem Flughafengelände sind gegenüber dem Frachtterminal ein IKEA-Möbelhaus und ein Kotsovolos-Elektromarkt, sowie eine Tankstelle untergebracht.

## Fluggesellschaften und Ziele
Athen ist die Heimatbasis der beiden größten griechischen Fluggesellschaften Olympic Air und Aegean Airlines.